# Schule der neuen Prächtigkeit
Die Schule der Neuen Prächtigkeit ist ein seit 1973 bestehender loser Zusammenschluss von Malern mit ähnlichem Stil zu einer Künstlergruppe. 
Mit dem Appell „Rettet euch aus der Kläglichkeit: Werdet Schüler der Neuen Prächtigkeit!“ schloss sich die Gruppe am 24. Januar 1973 im „Atelier Grützke“ in Berlin zusammen. Es handelte sich um die Maler Johannes Grützke, Manfred Bluth, Matthias Koeppel und Karlheinz Ziegler, die sich dem Stil eines satirischen, mit Ironie gewürzten Realismus verschrieben hatten. „Es war die Wut gegen die übermächtige abstrakte Malerei, die uns aus den Ausstellungen verdrängte“, so Matthias Koeppel. Auch das ästhetische Programm, gegenständlich – wenn auch in ironischer Brechung – zu malen, passte so gar nicht in jene Zeit. Das Szene- und Inspirationslokal der Künstler war die Galeriekneipe „Natubs“ in der Bregenzer Straße in Berlin-Wilmersdorf.

## Ausstellungen
- „Schule der Neuen Prächtigkeit: Manfred Bluth, Johannes Grützke, Matthias Koeppel, Karlheinz Ziegler“. Eine Ausstellung des „Neuen Berliner Kunstvereins“ (NBK) in den Räumen der Kunstbibliothek. Dauer: 7. September bis 3. Oktober 1974.
- Eine Ausstellung der „Schule der Neuen Prächtigkeit“ unter dem Titel „Der Blick zurück nach vorn“ wurde vom 13. November bis zum 13. Dezember 2009 im Lichthof des Hauptgebäudes der Technischen Universität Berlin gezeigt.